# Caixa de Pribnow
A caixa de Pribnow (também conhecida como caixa de Pribnow-Schaller) é a sequência TATAAT de seis nucleótidos (timina - adenina - timina -etc.) que é parte essencial de um promotor no ADN necessário para a transcrição ocorrer em bactérias. É uma sequência idealizada ou sequência de consenso, isto é, mostra a base de ocorrência mais frequente em cada posição num grande número de promotores analisados; promotores individuais muitas vezes variam do consenso em uma ou mais posições. É também comum ser chamada de sequência -10, porque esta centrada mais ou menos a 10 pares de bases do sítio de iniciação da transcrição.